# Rubus erichsenii
Rubus erichsenii är en rosväxtart som beskrevs av Heinrich E. Weber. Rubus erichsenii ingår i släktet rubusar, och familjen rosväxter. Inga underarter finns listade i Catalogue of Life.